# Старое Хинколово
Ста́рое Хи́нколово (фин. Hinkkala) — деревня в Гатчинском муниципальном округе Ленинградской области.

## История
Деревня являлась вотчиной императрицы Марии Фёдоровны из которой в 1806—1807 годах были выставлены ратники Императорского батальона милиции.

ХИНКОЛОВО — деревня принадлежит ведомству Гатчинского городового правления, число жителей по ревизии: 26 м. п., 26 ж. п. (1838 год)

Согласно карте Ф. Ф. Шуберта в 1844 году деревня называлась Хинколова.
На этнографической карте Санкт-Петербургской губернии П. И. Кёппена 1849 года она обозначена как деревня «Hinkala», расположенная в ареале расселения савакотов. В пояснительном тексте к этнографической карте она записана как деревня Hinkala (Хинколово) и указано количество её жителей на 1848 год: савакотов — 27 м. п., 38 ж. п., всего 65 человек.

ХИНКОЛОВО — деревня  Гатчинского дворцового правления, по просёлочной дороге, число дворов — 9, число душ — 26 м. п. (1856 год)

Согласно «Топографической карте частей Санкт-Петербургской и Выборгской губерний» в 1860 году деревня Хинколово состояла из 9 крестьянских дворов.

ХИНКОЛОВО — деревня удельная при колодце, число дворов — 10, число жителей: 37 м. п., 42 ж. п. (1862 год)

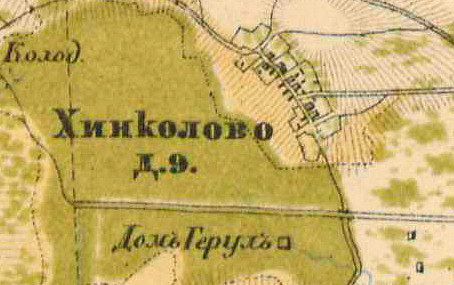
План деревни Старое Хинколово. 1885 год

В 1885 году деревня Хинколово также насчитывала 9 дворов. К югу от деревни находилось помещичье имение.
Согласно материалам по статистике народного хозяйства Царскосельского уезда 1888 года, имение при селении Хинколово площадью 20 десятин принадлежало прусскому подданному Ф. М. Герулю, имение было приобретено в 1881 году за 800 рублей. Ещё одно имение при селении Хинколово, площадью 10 десятин, принадлежало дочери статского советника М. Ф. Рупрехт, оно было приобретено частями в 1858 и 1860 годах за 525 рублей, постройки имения развалились, участок пустовал.
В конце XIX — начале XX века деревня административно относилась к Гатчинской волости 2-го стана Царскосельского уезда Санкт-Петербургской губернии. Население деревни было однородным — финским.
К 1913 году количество дворов увеличилось до 25.
Согласно данным переписи населения СССР 1926 года в деревне Хинколово Никольского сельсовета Троцкой волости Троцкого уезда проживали 133 человека, все финны.
По административным данным 1933 года деревня Хинколово входила в состав Никольского сельсовета Красногвардейского района.

План деревни Старое Хинколово. 1939 год

Согласно топографической карте 1939 года деревня называлась Хинколово и насчитывала 36 дворов.
По данным 1966 и 1973 годов деревня называлась Старое Хинколово и также входила в состав Никольского сельсовета.
По данным 1990 года деревня называлась Старое Хинколово и входила в состав Большеколпанского сельсовета.
В 1997 году в деревне проживали 32 человека, в 2002 году — 37 человек (русские — 76%), в 2007 году — 20.

## География
Деревня расположена в северо-западной части района на автодороге 41К-103 (Никольское — Шпаньково).
Расстояние до административного центра поселения, деревни Большие Колпаны — 15 км.
Ближайшая железнодорожная станция — Войсковицы, расстояние до железнодорожной станции Гатчина-Балтийская — 20 км.

## Демография
| 1862 | 2007 | 2010 | 2011 | 2012 | 2017 |
| ---- | ---- | ---- | ---- | ---- | ---- |
| 79   | ↘20  | ↗31  | ↘25  | →25  | ↗37  |

### Национальный состав
Согласно данным Всероссийской переписи населения 2021 года в деревне проживали 67 человек, из них:
 русские — 60, финны — 2 человека, остальные национальность не указали.

## Транспорт
От Гатчины до Старого Хинколова можно доехать на автобусе № 539.

## Садоводства
Сиворицкий Ручей.